# Romet Mistral
Romet Mistral – rower szosowy produkowany w Polsce w latach 80. XX w. przez firmę Romet.
Spokrewniony z Wagantem i Pasatem ramą oraz większością osprzętu.
Rama ze stali niskowęglowej, przerzutki: Romet (przednia) i Favorit (tylna). Obręcze, hamulce i kierownica stalowe. Masa ok. 15 kg. Produkowany był również w wersji z kierownicą typu „baranek”.